# 다테 무라토요
다테 무네하루/무라토요(伊達宗春/村豊)는 에도 시대 중기의 다이묘이다. 이요 요시다 번(伊予吉田藩) 제3대 번주를 지냈다. 이름을 무네하루에서 무라토요로 개명하였다.
| 전임 다테 무네야스 | 제3대 이요 다테 분가(요시다 번주가) 당주 1693년 ~ 1737년 | 후임 다테 무라노부 |

| 전임 다테 무네야스 | 제3대 이요 요시다 번 번주 1693년 ~ 1737년 | 후임 다테 무라노부 |